# Barsinella expandens
Barsinella expandens är en fjärilsart som beskrevs av Rothschild 1913. Barsinella expandens ingår i släktet Barsinella och familjen björnspinnare. Inga underarter finns listade i Catalogue of Life.